# 英克里斯 (密西西比州)
英克里斯（英語：Increase），又名考西維爾（Causeyville），是位於美國密西西比州勞德代爾縣的非建制地區。

## 地理
英克里斯所處的海拔為高於海平面122米（即400英呎），而該地所採用的時區為UTC-6，即北美中部時區（CST）。同時該地設有夏令時間，為UTC-6調快一小時，即UTC-5（CDT）。